# Midu
Đặng Thị Mỹ Dung (sinh ngày 5 tháng 10 năm 1989), thường được biết đến với nghệ danh Midu, là một nữ diễn viên kiêm người mẫu người Việt Nam. Khởi đầu sự nghiệp của mình với vai trò là người mẫu, cô bắt đầu được biết đến với vai diễn Hoa Xuân trong bộ phim Thiên mệnh anh hùng (2012).
Bên cạnh sự nghiệp diễn xuất, cô còn là trợ giảng cho bộ môn Thiết kế thời trang tại Trường Đại học Công nghệ Thành phố Hồ Chí Minh.

## Tiểu sử

### Gia đình
Midu sinh ra trong một gia đình có hai chị em, ba làm công an, mẹ làm nội trợ. Em trai của Midu tên là Đặng Trung Hiếu sinh năm 1995.

### Sở thích và đam mê
Midu từng cho biết cô thích ngắm mưa và thích màu tím. Đam mê của cô là làm diễn viên và kinh doanh.

### Học vấn
Midu theo học trường THCS Lê Văn Tám và từng là thành viên đội tuyển văn của trường tham gia kỳ thi học sinh giỏi văn cấp thành phố. Sau đó, cô học Trường Trung học phổ thông Gia Định. Suốt 12 năm, Midu luôn đạt học sinh giỏi. Năm 2008 cô đã xuất sắc đỗ á khoa của Trường Đại học Kiến trúc, chuyên ngành thiết kế thời trang.
Hai năm sau khi đoạt giải quán quân cuộc thi Miss Teen, khi đó Midu 19 tuổi, cô đã dấn thân vào kinh doanh cửa hàng thời trang. Sau đó vì đam mê công việc nên cô đã không còn thời gian học tập, cuối cùng cô đã nộp đơn xin bảo lưu một năm vào hè năm hai.

### Điện ảnh
Midu bắt đầu đóng phim từ năm 2009, bộ phim đầu tiên trong sự nghiệp của cô là Những thiên thần áo trắng của đạo diễn Lê Hoàng. Trong phim cô vào vai Ngọc - một cô gái xinh đẹp, dịu dàng, thông minh lanh lợi, là một trong bốn nhân vật nữ sinh (ba người còn lại là Miu Lê, Nhã Phương, và Mai Phương).

### Âm nhạc
Midu phát hành single đầu tay "Anh nghĩ anh là ai?" vào ngày 30 tháng 12 năm 2019.

### Tốt nghiệp
Trong buổi bảo vệ đồ án tốt nghiệp vào sáng ngày 24 tháng 7 năm 2013, Midu đã giới thiệu bộ sưu tập thời trang The Mysterious Tibet, lấy cảm hứng từ Phật giáo và vùng Tây Tạng ( Trung Quốc). Bộ sưu tập của cô được các thầy cô trong hội đồng giám khảo đánh giá cao.
Midu đã mời người mẫu Kha Mỹ Vân là Á quân cuộc thi Vietnam’s Next Top Model 2012 thể hiện bộ sưu tập của mình, lấy cảm hứng từ vẻ đẹp phóng khoáng của những cô gái Tây Tạng. Bộ sưu tập của cô được trình diễn bởi những người mẫu của Vietnam’s Next Top Model như Kha Mỹ Vân, Huyền Trang, Thùy Trang, Trang Phạm...
Ngày 30 tháng 10 năm 2013, Midu đã chính thức nhận tấm bằng tốt nghiệp chuyên ngành Thiết kế thời trang của Trường Đại học Kiến trúc thành phố Hồ Chí Minh. Midu xúc động chia sẻ: “Đây là niềm vui và hạnh phúc rất lớn đối với Du vì sau bao năm tháng miệt mài ở giảng đường đại học Du cũng đã hoàn thành được giấc mơ của mình. Cũng từ đây, Du sẽ có thêm niềm tin và động lực để bắt đầu một hành trình mới nhiều thử thách hơn khi bước vào đời và chinh phục những khó khăn của cuộc sống”.

## Giải thưởng
Năm 2007, Midu đã giành được ngôi vị quán quân trong cuộc thi Hot V-teen, khởi đầu sự nghiệp nghệ thuật của mình.
Năm 2016, đoạt giải Giải thưởng Ngôi Sao Xanh với hạng mục "Nữ diễn viên điện ảnh được yêu thích nhất"
Tại lễ trao giải "Korean Culture Entertainment Awards 2016" , Midu nhận "Diễn viên Châu Á xuất sắc"
Năm 2017, Midu đã giành giải Cánh diều vàng với hạng mục "Nữ diễn viên phụ xuất sắc" trong phim Mẹ chồng.

## Công việc hiện tại
Ngoài việc tham gia hoạt động nghệ thuật, cô còn điều hành cửa hàng thời trang Midu Boutique ở đường Võ Văn Tần tại Quận 3. Cuối năm 2017, cô khai trương khu tổ hợp ăn chơi Zone 87, nằm tại phố đi bộ Nguyễn Huệ, số vốn đầu tư là 15 tỷ đồng.
Từ tháng 5 năm 2017 cô nhận lời mời tham gia công tác trợ giảng tại ĐH HUTECH với vai trò hướng dẫn môn Đồ án Xử lý chất liệu thời trang cho sinh viên ngành Thiết kế Thời trang. Sau đó được giữ lại làm giảng viên mỹ thuật công nghiệp tại trường Đại học công nghệ thành phố Hồ Chí Minh
Giữa năm 2019, cô tham gia làm cố vấn chương trình Shark Tank Việt Nam phiên bản nhí Kiddie Shark.
Vào ngày 22 tháng 11 năm 2020, cô chính thức trở thành CEO thương hiệu mỹ phẩm YU Cosmetics do cô tự gây dựng. Được biết số vốn đầu tư là 10 tỷ đồng và cô đã ấp ủ dự án này trong vòng 3 năm. Toạ lạc tại 252 Lý Tự Trọng, Phường Bến Thành, Quận 1.

## Đời tư
Midu từng yêu Phan Thành - một thiếu gia ở Thành phố Hồ Chí Minh, nhưng sau đó hai người đã chia tay vào năm 2016. 5 năm sau đó, Phan Thành kết hôn với nữ diễn viên, cựu trưởng nhóm Power Girls, beauty blogger Primmy Trương (Trương Minh Xuân Thảo).
Vài năm trở lại đây, cô bị vướng vào tin đồn tình cảm với nam diễn viên Harry Lu sau khi đóng chung phim 4 năm, 2 chàng, 1 tình yêu công chiếu vào cuối năm 2016. Hai người còn đóng chung phim ngắn Tôi là Lụa vào năm 2018.
Ngày 23 tháng 6 năm 2024, lễ gia tiên của diễn viên Midu và thiếu gia Trần Duy Minh Đạt được tổ chức tại tư gia. Hôn lễ của Midu và chú rể Minh Đạt diễn ra tại trung tâm tiệc cưới ở thành phố Hồ Chí Minh vào ngày 29 tháng 6 năm 2024 quy tụ nhiều khách mời.

## Phim đã tham gia

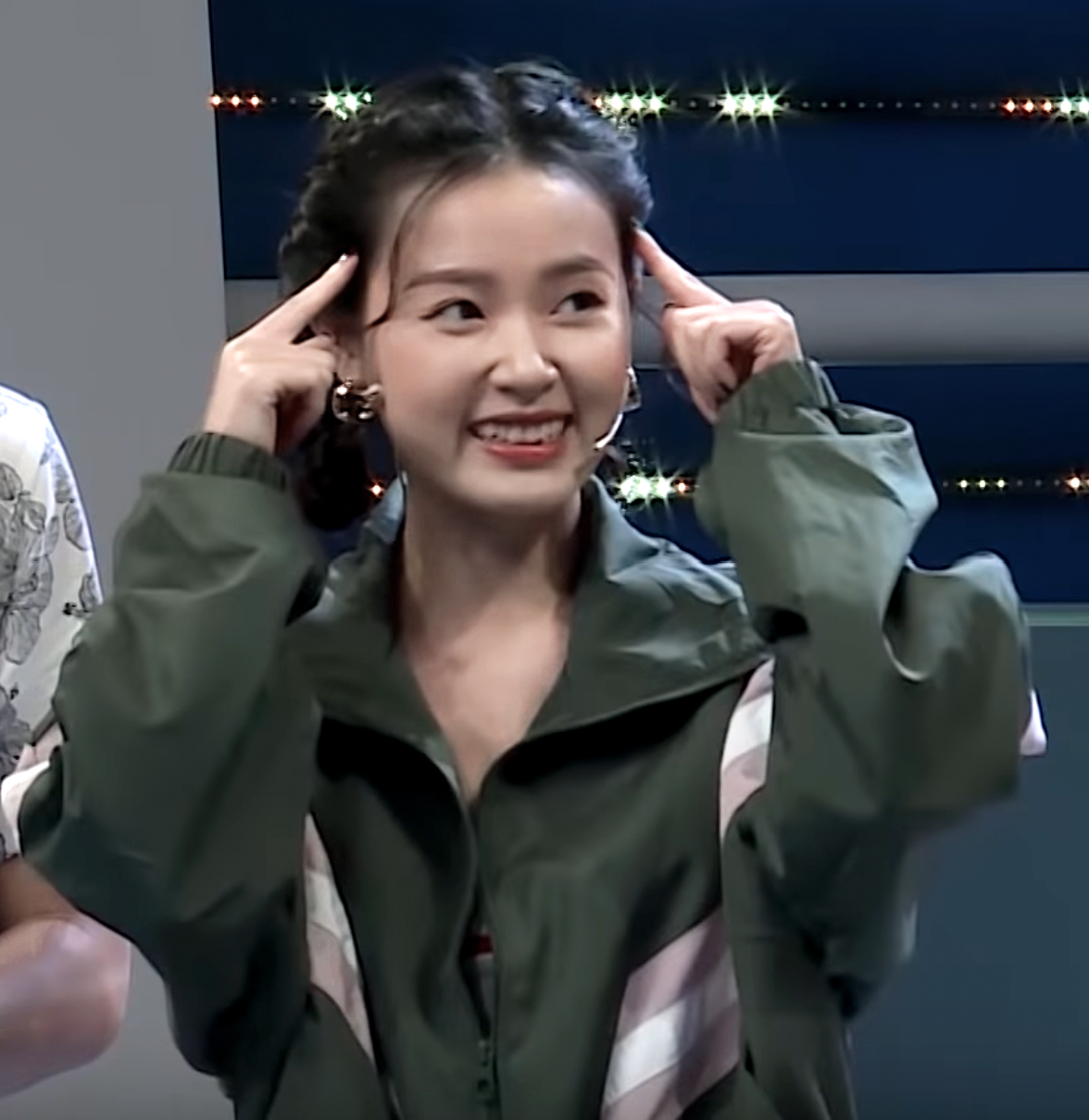
Midu trong gameshow Úm Ba La Ra Chữ Gì? năm 2019.

### Phim điện ảnh
- 2012: Thiên mệnh anh hùng vai Hoa Xuân
- 2012: Mùa hè lạnh vai Nhâm
- 2013: Hit: Hoàng tử và Lọ lem vai Bảo Hân
- 2016: Bí ẩn song sinh
- 2016:  4 năm, 2 chàng, 1 tình yêu vai Quỳnh
- 2017: Mẹ Chồng vai Tuyết Mai
- 2018: Tôi là Lụa vai Lụa
- 2019: Nhân duyên: Người yêu tiền kiếp

### Phim truyền hình
| Năm  | Tên phim                  | Vai diễn        | Chú thích |
| ---- | ------------------------- | --------------- | --------- |
| 2007 | Nắng vài dữ               | Thiên Kim       |           |
| 2008 | Ngược dòng                | Hoa Vy          |           |
| 2009 | Những thiên thần áo trắng | Ngọc            |           |
| 2010 | Tóc rối                   | Bông Sen        |           |
| 2013 | Con trai con gái          | Bình            |           |
| 2014 | 14 ngày đấu trí           | Cô giáo dạy văn | Khách mời |

### Web Drama
| Năm  | Tên phim                | Vai diễn | Chú thích |
| ---- | ----------------------- | -------- | --------- |
| 2022 | Lỡ va vào nhau          | Thương   |           |
| 2025 | 1314 - Đợi em ở ngày cũ | Tiểu My  |           |

## Chương trình truyền hình
| Năm  | Tên chương trình      | Vai trò                          | Tham gia          |
| ---- | --------------------- | -------------------------------- | ----------------- |
| 2018 | Nhanh như chớp        | Thí sinh                         | Mùa 1, tập 36, 39 |
| 2019 | Ca sĩ bí ẩn           | Khách mời                        | Mùa 3, tập 11     |
| 2019 | Người bí ẩn           | Khách mời                        | Mùa 6, tập 9      |
| 2019 | Nhanh như chớp        | Thí sinh                         | Mùa 2, tập 24, 29 |
| 2019 | Giọng ải giọng ai     | Khách mời                        | Mùa 4, tập 10, 17 |
| 2019 | Úm ba la ra chữ gì    | Thí sinh                         | Mùa 1, tập 19     |
| 2019 | Tường lửa             | Thí sinh                         | Mùa 1, tập 12     |
| 2019 | Ký ức vui vẻ          | Khách mời                        | Mùa 2, tập 17     |
| 2019 | Ai là số 1            | Thành viên ''Biệt đội xếp hạng'' | Tập 3, 15         |
| 2020 | Sóng 20               | Khách mời                        |                   |
| 2020 | Kỳ tài thách đấu      | Khách mời                        | Mùa 4, tập 1      |
| 2020 | Từ lạ thành thương    | Khách mời                        | Tập 8-11          |
| 2020 | Chọn ai đây           | Thí sinh                         | Tập 1, 15         |
| 2020 | Ca sĩ bí ẩn           | Thí sinh                         | Mùa 4, tập 3      |
| 2020 | Người ấy là ai        | Ban cố vấn                       | Mùa 3, tập 2      |
| 2020 | Ơn giời, cậu đây rồi! | Thí sinh                         | Mùa 7, tập 5      |
| 2020 | Sao hỏa sao kim       | Khách mời                        | Mùa 2, tập 4      |
| 2020 | Căn bếp vui nhộn      | Đội trưởng                       | Mùa 1             |
| 2020 | Ký ức vui vẻ          | Đội trưởng                       | Mùa 3             |
| 2020 | Khuôn mặt đáng tin    | Khách mời                        | Tập 3             |
| 2020 | Gà đẻ trứng vàng      | Khách mời                        | Tập 19            |
| 2020 | Úm ba la ra chữ gì    | Thí sinh                         | Mùa 2, tập 26     |
| 2021 | Nhanh như chớp        | Khách mời                        | Tập đặc biệt #5   |